# Discografia de Juniel
Esta é a discografia da cantora sul-coreana Juniel. Consiste de um álbum de estúdio, quatro extended plays, dez singles e dez videoclipes.
Juniel fez sua estreia em 2011 com o EP Ready Go, que foi lançado no Japão. Ela compôs todas as canções do álbum e mais tarde participou escrevendo as letras, bem como compondo todas as canções nos lançamentos japoneses subsequentes. Em 6 de março de 2013, Juniel lançou seu primeiro álbum de estúdio japonês intitulado Juni, que consiste de 11 canções compostas por ela mesma e uma versão japonesa da canção 'Babo', em dueto com Jung Yong-hwa do CNBLUE.

## Álbuns

### Álbuns de estúdio
| Título                                                                                       | Detalhes do álbum                                                                                                   | Melhores posições nas paradas | Vendas      |
| Título                                                                                       | Detalhes do álbum                                                                                                   | JPN                           | Vendas      |
| Em japonês                                                                                   | Em japonês | Em japonês                    | Em japonês  |
| -------------------------------------------------------------------------------------------- | --- | ----------------------------- | ----------- |
| Juni                                                                                         | - Lançamento: 6 de março de 2013 - Gravadora: AI Entertainment, Warner Music Japan - Formatos: CD, download digital | 137                           | - JPN: 888+ |
| "—" indica lançamentos que não figuraram nas paradas ou que não foram lançados nessa região. | |                               |             |

### EPs
| Título                                                                                       | Detalhes do álbum                                                                                            | Melhores posições nas paradas | Melhores posições nas paradas | Vendas        |
| Título                                                                                       | Detalhes do álbum                                                                                            | JPN                           | KOR                           | Vendas        |
| Em japonês                                                                                   | Em japonês                                                                                                   | Em japonês                    | Em japonês                    | Em japonês    |
| -------------------------------------------------------------------------------------------- | --- | ----------------------------- | ----------------------------- | ------------- |
| Ready Go                                                                                     | - Lançamento: 29 de abril de 2011 - Gravadora: AI Entertainment, JVC - Formatos: CD, download digital        | —                             | —                             |               |
| Dream & Hope                                                                                 | - Lançamento: 12 de julho de 2011 - Gravadora: AI Entertainment, JVC - Formatos: CD, download digital        | —                             | —                             |               |
| Em coreano                                                                                   | |                               |                               |               |
| My First June                                                                                | - Lançamento: 7 de junho de 2012 - Gravadora: FNC Entertainment, CJ E&M - Formatos: CD, download digital     | —                             | 16                            | - KOR: 6.508+ |
| 1&1                                                                                          | - Lançamento: 20 de novembro de 2012 - Gravadora: FNC Entertainment, CJ E&M - Formatos: CD, download digital | —                             | 4                             | - KOR: 4.186+ |
| Fall in L                                                                                    | - Lançamento: 25 de abril de 2013 - Gravadora: FNC Entertainment, CJ E&M - Formatos: CD, download digital    | —                             | 5                             | - KOR: 4.427+ |
| "—" indica lançamentos que não figuraram nas paradas ou que não foram lançados nessa região. | |                               |                               |               |

## Singles
| Título                                                                                       | Ano        | Melhores posições nas paradas | Melhores posições nas paradas | Melhores posições nas paradas | Vendas                 | Álbum                                |
| Título                                                                                       | Ano        | JPN                           | KOR                           | KOR Hot 100                   | Vendas                 | Álbum                                |
| Em japonês                                                                                   | Em japonês | Em japonês                    | Em japonês                    | Em japonês                    | Em japonês             | Em japonês                           |
| -------------------------------------------------------------------------------------------- | ---------- | ----------------------------- | ----------------------------- | ----------------------------- | ---------------------- | ------------------------------------ |
| "Forever"                                                                                    | 2011       | —                             | —                             | —                             |                        | Lançamento sem álbum                 |
| "Sakura ~Todokanu Omoi~"                                                                     | 2012       | —                             | —                             | —                             |                        | Lançamento sem álbum                 |
| Em coreano                                                                                   |            |                               |                               |                               |                        |                                      |
| "Fool" (com Jung Yong-hwa do CNBLUE)                                                         | 2012       | —                             | 46                            | 38                            |                        | My First June                        |
| "Illa Illa"                                                                                  | 2012       | —                             | 8                             | 8                             | - KOR (DL): 2.070.345+ | My First June                        |
| "Bad Man"                                                                                    | 2012       | —                             | 4                             | 4                             | - KOR (DL): 1.288.175  | 1&1                                  |
| "Pretty Boy"                                                                                 | 2013       | —                             | 12                            | 7                             | - KOR (DL): 611.368+   | Fall in L                            |
| "Love You More Than Ever" (feat. Han-hae do Phantom)                                         | 2013       | —                             | 23                            | 16                            | - KOR (DL): 150.008+   | Dokkun Project Pt.3 (single digital) |
| "Love Falls" (com Lee Jonghyun do CNBLUE)                                                    | 2013       | —                             | 27                            | —                             | - KOR (DL): 112.735+   | Romantic J (single digital)          |
| "The Next Day"                                                                               | 2014       | —                             | 18                            | 18                            | - KOR (DL): 130.813+   | The Next Day (single digital)        |
| "I Think I'm In Love"                                                                        | 2014       | —                             | 26                            | —                             | - KOR (DL): 126.565+   | I Think I'm In Love (single digital) |
| "—" indica lançamentos que não figuraram nas paradas ou que não foram lançados nessa região. |            |                               |                               |                               |                        |                                      |

## Vídeos musicais
| Título                                    | Ano  | Diretor(es)  |
| ----------------------------------------- | ---- | ------------ |
| "Forever"                                 | 2011 | Desconhecido |
| "Sakura ~Todokanu Omoi~"                  | 2012 | Desconhecido |
| "Fool" (com Jung Yong-hwa do CNBLUE)      | 2012 | Desconhecido |
| "Illa Illa"                               | 2012 | Kim Eun-you  |
| "Bad Man"                                 | 2012 | Desconhecido |
| "Everything Is Alright"                   | 2013 | Desconhecido |
| "Pretty Boy"                              | 2013 | Desconhecido |
| "Love Falls" (com Lee Jonghyun do CNBLUE) | 2013 | Desconhecido |
| "I Think I'm In Love"                     | 2014 | Kim Eun-you  |
| "Please"                                  | 2014 | Desconhecido |